# 性腺刺激ホルモン
性腺刺激ホルモンまたはゴナドトロピン（英: Gonadotropin、イギリス英語: gonadotrophin）は脊椎動物の下垂体の性腺刺激ホルモン産生細胞から産生されるタンパク質ホルモンである。黄体化ホルモン（または黄体形成ホルモン、LH:luteinizing hormone）と卵胞刺激ホルモン（または濾胞刺激ホルモン、FSH:follicle stimulating hormone）の2種類の主要な性腺刺激ホルモンがある。LH、FSHともに、2つのペプチド鎖のα鎖とβ鎖が非共有結合している。LHとFSHはほぼ同一のα鎖を持ち、β鎖が受容体相互作用へ特異性を与えている。
また、ヒトの第三の性腺刺激ホルモンとしてヒト絨毛性ゴナドトロピン（hCG:human chorionic gonadotropin）が挙げられ、妊娠中の胎盤で産生される。

## 機構
性腺刺激ホルモン受容体は標的細胞膜に埋め込まれており、Gタンパク質系と結合している。受容体に引きおこされたシグナルは細胞内でcAMPにより中継される。
性腺刺激ホルモンは視床下部の弓状核、並びに前腹側室周囲核からの性腺刺激ホルモン放出ホルモン（GnRH:gonadotropin-releasing hormone）のコントロール下にある。性腺―精巣と卵巣―はLHとFSHの第一の標的器官であり、様々な細胞タイプに影響し、標的器官に多様な反応を誘発する。単純に言うと、LHは精巣のライディッヒ細胞あるいは卵巣の内卵胞膜細胞を刺激してテストステロン（間接的にエストラジオール）を産生させ、一方FSHは精巣のセルトリ細胞あるいは卵胞の顆粒膜細胞を刺激する。

## 疾患
脳下垂体の疾患による性腺刺激ホルモンの欠乏は性腺機能低下症を引きおこす。性腺の不全や欠損はLH及びFSHの血中レベルが上昇する。